# Storyville (New Orleans)

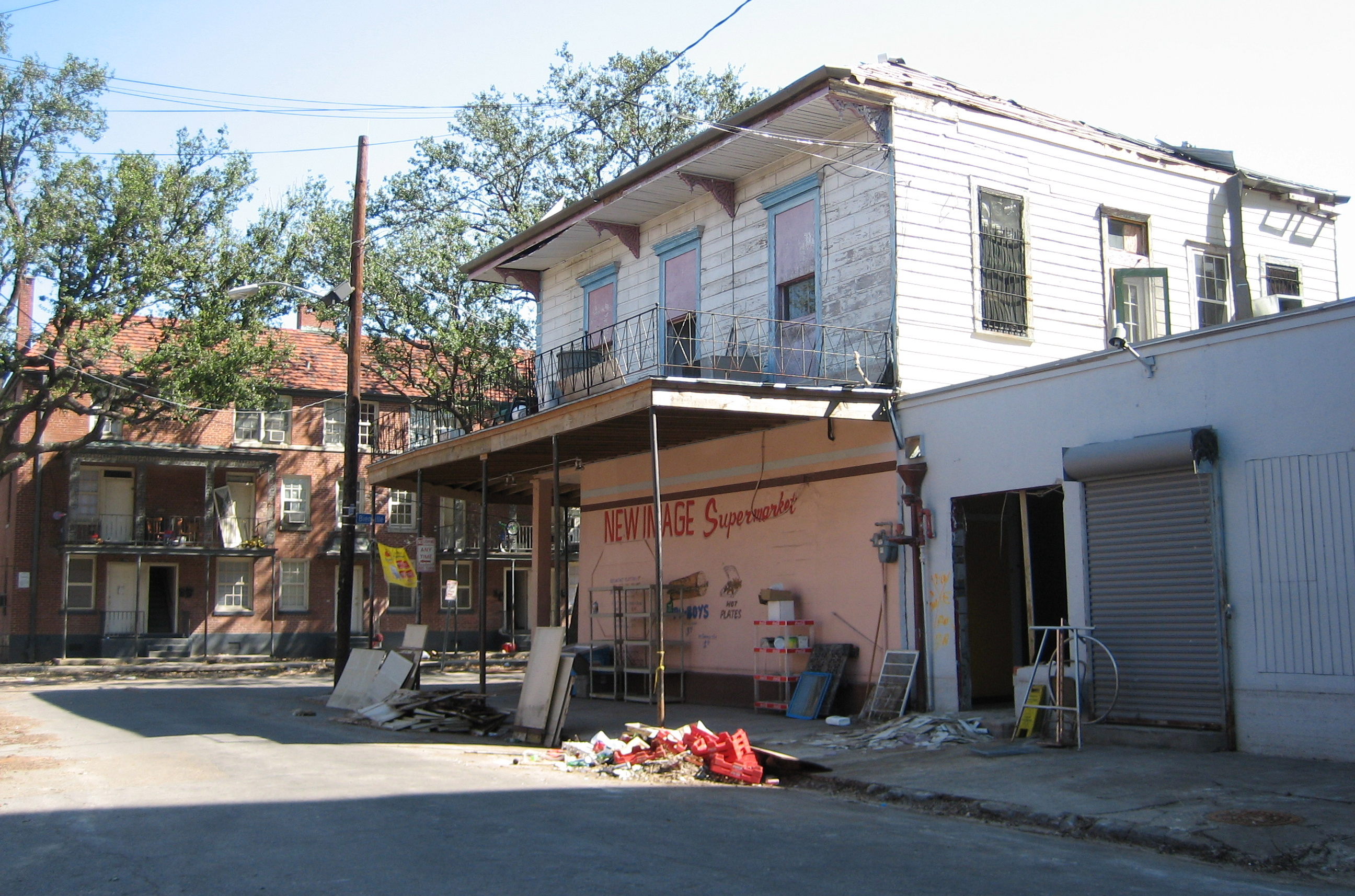
Eines der wenigen erhaltenen Gebäude von Storyville. An der Stelle des „New Image Supermarket“ befand sich früher Frank Early's Saloon, in dem Tony Jackson regelmäßig spielte.

Storyville war ein historisches Vergnügungsviertel von New Orleans.

## Geschichte
Seinen Spitznamen erhielt das Viertel vom Ratsherrn Sidney Story, der die Gesetze entworfen hatte, die 1897 seine Gründung ermöglichten. Mit der Gründung des Viertels nach dem Muster legalisierter Rotlichtviertel norddeutscher und holländischer Städte hoffte die Stadtverwaltung, die in der belebten Hafenstadt blühende Prostitution besser kontrollieren zu können. 1917 wurde Storyville von den Bundesbehörden gegen den Widerstand der Stadtverwaltung geschlossen. Die behördliche Anordnung wurde damit begründet, dass Prostitution in der Nähe von Marinestützpunkten zu verbieten sei. In den 1940er Jahren wurden die meisten Gebäude eingerissen, um Platz für die Iberville-Sozialwohnungssiedlung zu schaffen. 1949 versuchten Jazzhistoriker eines der letzten Bordell-Gebäude zu retten, Lulu White’s Mahogany Hall, das mit dem „Mahogany Hall Stomp“ unsterblich gemacht worden war, einem Jazzstandard, der von Louis Armstrong und anderen aufgenommen worden war. Dieser Versuch scheiterte jedoch und heute erinnern nur drei Gebäudereste an das alte Storyville.

### Jazz
Storyville wird häufig als Ursprungsort des Jazz beschrieben, obwohl der neue Musikstil an vielen Orten der Stadt gespielt wurde. Viele der besseren Etablissements beschäftigten einen Pianisten, manchmal auch eine kleine Band. Seit 1898 gehörte auch in Storyville zu jedem Bordell ein Hauspianist, der Professor genannt wurde. Dieser begrüßte Gäste und lud junge, zumeist afroamerikanische Musiker aus der ganzen Stadt ein, um im Bordell zu spielen.
Jelly Roll Morton, Tony Jackson, Clarence Williams, King Oliver und Manuel Perez gehörten zu den Musikern, die hier jede Nacht spielten. Louis Armstrong lieferte als Junge Kohlen an eines der Bordelle und hörte so viele der berühmten Musiker.
Der Grund, warum viele hochqualifizierte afroamerikanische Musiker in Storyville spielten, lag auch in einer Restaurationsphase in den Rassebeziehungen, 30 Jahre nach der Sklavenbefreiung infolge des Amerikanischen Bürgerkriegs. Die verschärfte Segregation führte dazu, dass ausgebildete schwarze Musiker in ihren Auftrittsmöglichkeiten beschränkt wurden und die Beschäftigung in den Bordellen so hochwillkommen war.
Viele der Musiker gingen nach der Schließung Storyvilles in andere US-amerikanische Großstädte. Ein Hauptzielort war Chicago. Dieser Exodus bildete u. a. Grundlage der Entwicklung des Chicago-Jazz, aber gab auch anderen Jazzszenen in den ganzen USA neue Impulse bzw. begründete sie erst.

## Plattenlabel
Der Stadtteil war Namensvorbild für das dänische Jazz-Plattenlabel Storyville Records und für das bis 1965 existierende Jazz-Label gleichen Namens von George Wein (der auch einen Storyville-Club in Boston hatte). Eine Vielzahl von Musikern und Bands veröffentlichte Einspielungen unter diesem Label.

## Filme
- Pretty Baby, 1978